# Braulio (Sänger)

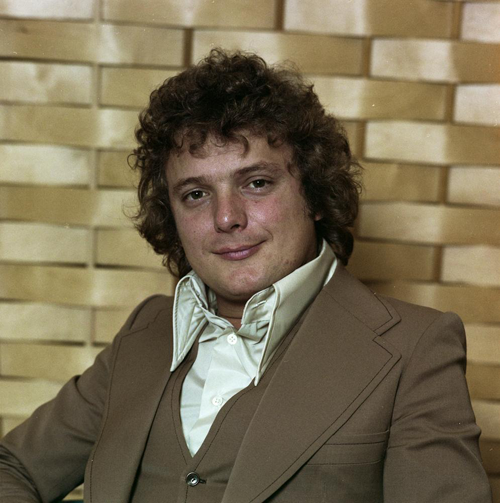
Braulio (1976)

Braulio Antonio García Bautista (* 1946 in Santa María de Guía de Gran Canaria) ist ein spanischer Schlagersänger und Komponist.

## Leben und Wirken
Braulio begann das Singen 1973. Er wurde durch einen Vorausscheid ausgewählt, Spanien beim Eurovisie Songfestival 1976 in Den Haag zu vertreten. Mit dem Schlager Sobran las palabras erreichte er nur den drittletzten Platz.
Darüber hinaus nahm er an vielen weiteren Liedwettbewerben teil: dreimal beim Songfestival Benidorm (1973, 1975, 1981), beim Songfestival Viña del Mar (1979/Sieger) und beim World Popular Song Festival Tokio (1982).
Neben seiner eigenen Musik komponierte er auch für eine Vielzahl weiterer spanischer Musiker.